# Корнет (музичний інструмент)

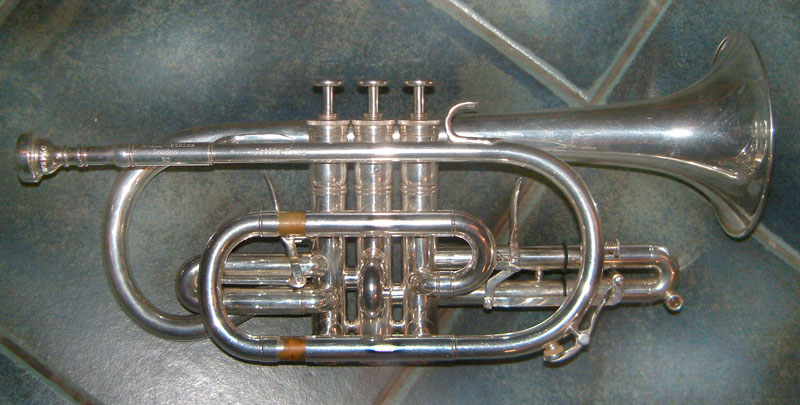
Корнет-а-пістон

Корне́т (італ. cornetto, фр. cornet — «ріжок)», також корнет-а-пісто́н (фр. cornet à pistons — «ріжок з клапанами») — вдосконалений поштовий ріжок. Виник у Франції в 1830 році.
Мідний духовий інструмент, який нагадує трубу, але має більш широку та коротку трубку, а замість вентилів пістони. Пістон (фр. piston — «поршень», «кнопка з пружиною») — особливий пристрій — стоячий вентиль.
Об'єм дійсного звучання корнета від е до с³ (мі малої октави — до третьої октави). Зазвичай використовується у строї сі-бемоль (in B). Ноти пишуться без ключових знаків на тон (для корнета в строї Ля (in A) — на півтора тони) вище дійсного звучання.
Корнет має великі віртуозні можливості та більш м'який, порівняно з трубою, тембр. Корнет — це звичайний учасник духового оркестру, де виконує мелодійний голос. У симфонічному оркестрі використовуються порівняно рідко, як правило 1-2 корнети, партії яких пишуться частіше за все під партіями труб. Серед відомих прикладів використання корнетів у симфонічних творах — Г. Берліоз — симфонія «Гарольд в Італії»; Ж. Бізе — музика до драми «Арлезіанка», П. І. Чайковський — «Італійське капричіо», «Франческа да Ріміні», «Неаполітанський танець» із балету Чайковського «Лебедине озеро».